# Retsina

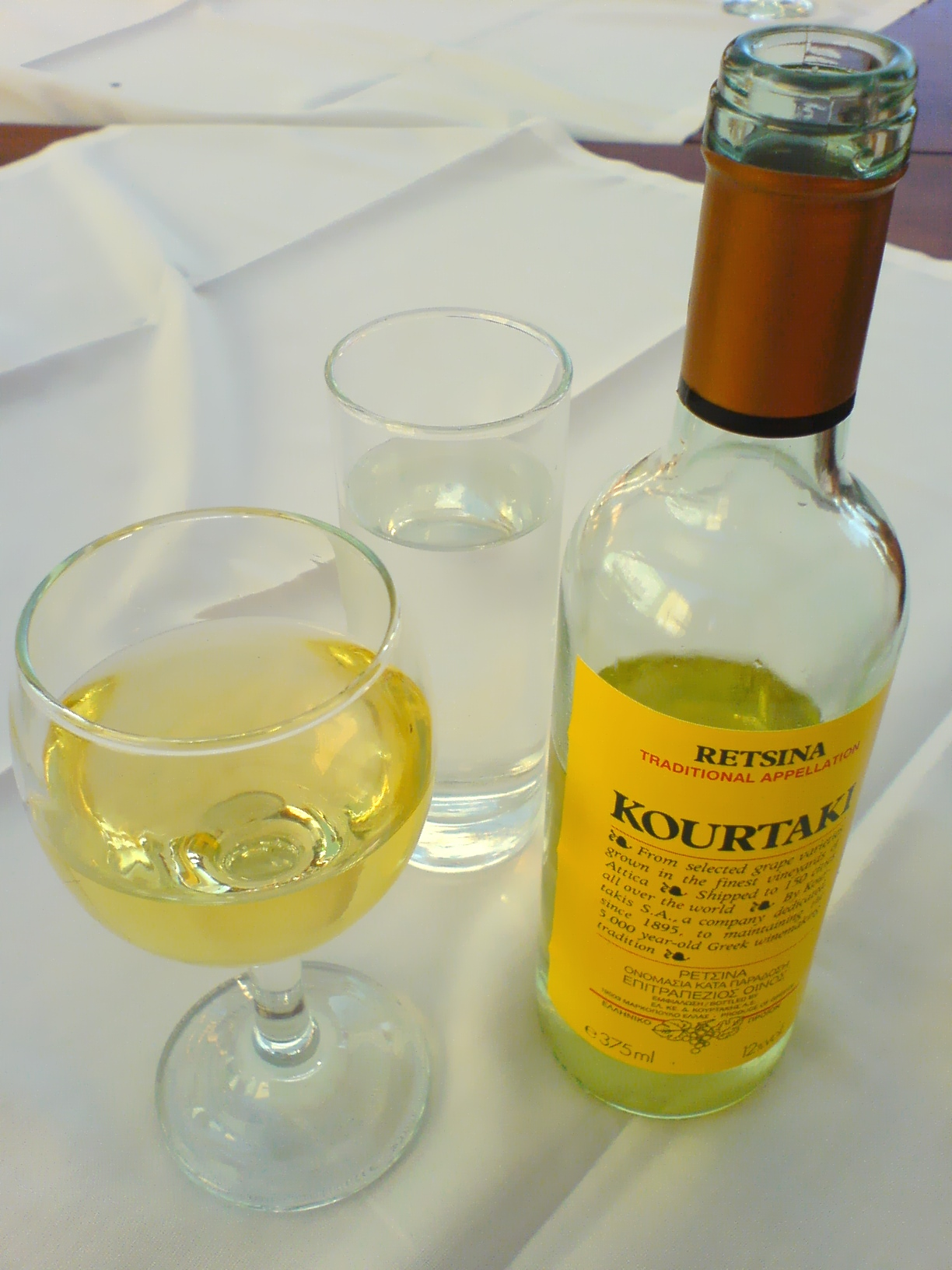
Una botella de retsina

Retsina (Ρετσίνα en griego) es un vino blanco (o rosado) resinado griego que se ha elaborado durante al menos 2000 años. Su sabor único tuvo su origen en la práctica de sellar los recipientes del vino, particularmente ánforas, con la resina del pino de Alepo en épocas antiguas. Antes de la invención de la botella de cristal impermeable, el oxígeno, al estar en contacto con el vino, hacía que este se estropeara en poco tiempo. La resina del pino ayudó a bloquear la entrada del aire en los recipientes y, a la vez, infundía al vino el aroma de la resina. Los romanos comenzaron a utilizar barriles en el siglo III, evitando así el uso enológico de la resina como conservador, pero el sabor se había vuelto tan popular que su consumo es, todavía hoy, extenso y común.

## Historia
La primera mención registrada del uso de resina en ánforas de vino es del escritor romano del siglo I Columella, quien detalló en su obra De Re Rustica (12,20,3 y 12, 22,2) los diferentes tipos de resina que podrían usarse para sellar un recipiente o mezclarse con el vino. Sin embargo, él mismo recomendaba que los mejores vinos no debían mezclarse con resina debido al sabor desagradable que se introducía a causa de esta. Su contemporáneo, Plinio el Viejo, recomienda añadir resina al mosto mosto en fermentación en su obra Naturalis Historia (14.124) teniendo la resina de las zonas montañosas mejor aroma que las procedentes de las tierras bajas (16.60).
Los asentamientos romanos en Iliria,  Galia Cisalpina y Galia Narbonense no utilizaban ánforas recubiertas de resina debido a la falta de pinos locales adecuados y comenzaron a desarrollar barriles de madera sólidos y menos propensos a fugas en el siglo I d. C. En el siglo III, la fabricación de barriles era frecuente en todo el Imperio romano. La excepción fueron las regiones orientales del Imperio bizantino que habían desarrollado un gusto por el vino fuerte y picante y continuaron produciendo vino resinado mucho después de la caída del Imperio romano de Occidente. La diferencia de gusto entre los dos imperios ocupó un lugar central en la obra del historiador Liutprando de Cremona y su Relatio de Legatione Constantinopolitana. En 968, Liutprando fue enviado a Constantinopla para arreglar un matrimonio entre la hija del difunto emperador Romano II y el futuro emperador del Sacro Imperio Romano Germánico Otón II. Según Liutprando, la corte de Nicéforo II lo trató con mucha rudeza e indignidad, sirviéndole cabra rellena de cebolla con salsa de pescado y un vino "imbebible" mezclado con resina, brea y  yeso — muy ofensivo para el paladar germánico.
Los peregrinos y cruzados a Tierra Santa durante la Edad Media registraron sus experiencias con los fuertes vinos con resina procedentes de las islas griegas. Pietro Casola, un noble italiano que viajó a Jerusalén en 1494, escribió acerca de los vinos y la cocina de aquellos lugares en los que se detuvo durante su viaje. En una de sus notas, sobre su visita a Modona en el Peloponeso, escribió sobre la existencia de abundantes vinos de buena calidad de las variedades malvasía,  moscatel y rumney. Todo lo que probó fue de su agrado, salvo el fuerte vino resinado de olor desagradable.

## Regiones productoras
En Grecia, la retsina local se produce por todo el país. Centros de producción importantes se localizan alrededor de Ática, Beocia y Eubea. La Unión Europea califica al retsina como Denominación de Origen Protegida y Denominación Tradicional de Grecia y partes de las regiones del sur de Chipre. Esta protección significa, por ejemplo, que un vino proveniente del sur de Australia, se puede llamar "vino resinado", pero no "retsina".